# إلبيرا راميريز
إلبيرا راميريز (935 تقريبًا – بعد 986) هي أميرة ليونية كانت وصية على عرش ابن أخيها راميرو الثالث ملك ليون.

## حياتها
ولدت إلبيرا نحو عام 935 م، وهي ابنة الملك راميرو الثاني ملك ليون من زوجته الثانية أوراكا سانشيز النافارية. ألحقها والدها بالدير لتصبح راهبة، إلا أنه بدأ ظهور اسمها في سجلات البلاط الملكي وهي في عمر الحادية عشر رغم كونها راهبة. بعد وفاة أخيها سانشو الأول ملك ليون عام 962 م، أصبحت وصيّة على عرش ابن أخيها راميرو الثالث.
وفي عام 968/969 م، اجتاح الفايكنج أراضي ليون، فقادت إلبيرا الدفاع عن المملكة. وعندما أرسلت إلبيرا رسلها إلى قرطبة لدفع الجزية عام 974 م، حدثت أزمة على ما يبدو تعمدتها، عندما خاطب رسلها الخليفة الحكم المستنصر بالله بشيء من العدوانية، مما جعله يطردهم ويعاقب المترجم. وفي العام التالي، تحالفت قوات مسيحية ضمت غارسيا فرنانديث كونت قشتالة وسانشو الثاني ملك نافارا والكونت فرناندو أنسوريز خال الملك راميرو وهاجموا حصن غرماج. ثم وصل المدد للقوات المسيحية بقيادة إلبيرا وابن أخيها راميرو الثالث، الذين قادا الحصار على الحصن، إلا أن تلك القوات اشتبكت مع حامية المدينة، وانتهت المعركة بهزيمة القوات المسيحية التي أنهت الحصار. بعد الهزيمة العسكرية، اعتزلت إلبيرا وتنازلت عن الوصاية على ابن أخيها لصالح أمه تيريزا أنسوريز عام 975.
منذ ذاك الحين ظهرت لمرات معدودة في البلاط الملكي، وبعد أن ثار برمودو الثاني على ابن أخيها، أرسلت له رسالة عام 986، تشير إلى عدم اعترافها بسلطته.